# Mika Laitinen
Mika Antero Laitinen (Kuopio, 5 marzo 1973) è un ex saltatore con gli sci finlandese.

## Biografia
In Coppa del Mondo esordì il 3 marzo 1990 a Lahti (11°), ottenne il primo podio l'11 dicembre 1994 a Planica (2°) e la prima vittoria il 28 gennaio 1995 a Lahti. Nel 1996, la sua migliore annata in Coppa, dominò la prima parte della stagione, vincendo sei delle prime dieci gare individuali; un grave infortunio occorsogli a Garmisch-Partenkirchen il 1º gennaio 1996 (frattura di una vertebra cervicale) gli pregiudicò la conquista della coppa di cristallo, sebbene abbia comunque chiuso al sesto posto in classifica generale.
In carriera prese parte a due edizioni dei Giochi olimpici invernali, Albertville 1992 (5° nel trampolino normale, 19° nel trampolino lungo, 1° nella gara a squadre) e Nagano 1998 (20° nel trampolino normale, 18° nel trampolino lungo, 5° nella gara a squadre), a tre dei Campionati mondiali, vincendo tre medaglie, e a una dei Mondiali di volo, Oberstdorf 1998 (22°).

## Palmarès

### Olimpiadi
- 1 medaglia:
  - 1 oro (gara a squadre ad Albertville 1992)

### Mondiali
- 3 medaglie:
  - 2 ori (gara a squadre a Thunder Bay 1995; gara a squadre a Trondheim 1997)
  - 1 bronzo (trampolino normale a Thunder Bay 1995)

### Mondiali juniores
- 2 medaglie:
  - 2 argenti (gara a squadre a Štrbské Pleso 1989; gara a squadre a Reit im Winkl 1991)

### Coppa del Mondo
- Miglior piazzamento in classifica generale: 6º nel 1996
- 14 podi (10 individuali, 4 a squadre):
  - 9 vittorie (5 individuali, 4 a squadre)
  - 4 secondi posti (individuali)
  - 2 terzi posti (individuali)

#### Coppa del Mondo - vittorie
| Data             | Località      | Nazione   | Trampolino                                                                     |
| ---------------- | ------------- | --------- | ------------------------------------------------------------------------------ |
| 28 gennaio 1995  | Lahti         | Finlandia | Salpausselkä K115 (con Ari-Pekka Nikkola, Jani Soininen e Janne Ahonen)        |
| 2 dicembre 1995  | Lillehammer   | Norvegia  | Lysgårdsbakken K90                                                             |
| 9 dicembre 1995  | Planica       | Slovenia  | Bloudkova velikanka K120 (con Jani Soininen, Ari-Pekka Nikkola e Janne Ahonen) |
| 10 dicembre 1995 | Planica       | Slovenia  | Bloudkova velikanka K120                                                       |
| 12 dicembre 1995 | Val di Fiemme | Italia    | Giuseppe Dal Ben K90                                                           |
| 28 dicembre 1995 | Oberhof       | Germania  | Hans Renner K120                                                               |
| 30 dicembre 1995 | Oberstodorf   | Germania  | Schattenberg K115                                                              |
| 23 febbraio 1996 | Trondheim     | Norvegia  | Granåsen K120 (con Ari-Pekka Nikkola, Jani Soininen e Janne Ahonen)            |
| 8 marzo 1997     | Lahti         | Finlandia | Salpausselkä K114 (con Janne Ahonen, Jani Soininen e Ari-Pekka Nikkola)        |

#### Torneo dei quattro trampolini
- 2 podi di tappa[3]:
  - 1 vittoria
  - 1 terzo posto